# Căpâlna (Săsciori)
Căpâlna è un villaggio rumeno ubicato nel comune di Săsciori, nel distretto di Alba, in Transilvania.

## Vestigia archeologiche
In una località chiamata Dealul Cetatii, a 610 m slm, si trovano i resti di un'antica fortificazione che, dal II secolo a.C. e fino all'anno 106, fu sede di una delle fortezze daciche che facevano parte del sistema difensivo di re Decebalo, prima della conquista della Dacia da parte di Traiano.
È inclusa tra le Fortezze dacie dei monti Orăștie, annoverate tra i Patrimoni dell'umanità dell'UNESCO.